# Розлач Олександр Віталійович
Олександр Віталійович Розлач (нар. 6 жовтня 1978) — український футболіст, нападник та півзахисник. У Вищій лізі України виступав за олександрійську «Поліграфтехніку». Має також молдовський паспорт.

## Життєпис
Футбольну кар'єру розпочав у «Галичині», у футболці якої дебютував 28 квітня 1996 року в програному (0:3) виїзному поєдинку 30-о туру групи А Другої ліги проти мукачевських «Карпат». Олександр вийшов на поле на 80-й хвилині, замінивши Дмитра Твєрітінова. Дебютним голом у футболці «Галичини» відзначився 30 жовтня 1998 року на 60-й хвилині переможного (5:0) домашнього поєдинку 13-о туру групи А Другої ліги проти бурштинського «Енергетика». Розлач вийшов на поле в стартовому складі, а на 81-й хвилині його замінив Юрій Матвіїв. Під час зимової перерви сезону 1999/00 років перебрався до «Львова», де відіграв півтора сезони. Також з 1997 по 2000 рік грав за футзальний клуб «Каменяр-Термопласт» (Дрогобич). У 2001 році перейшов у першолігове франківське «Прикарпаття», в якому провів першу частину сезону 2001/02 років.
Під час зимової перерви сезону 2001/02 років прийняв запрошення «Поліграфтехніки». У футболці олександрійського клубу дебютував 31 березня 2002 року в програному (0:2) домашньому поєдинку 16-о туру Вищої ліги проти запорізького «Металурга». Олександр вийшов на поле на 85-й хвилині, замінивши Ігора Плотка. Того сезону провів 6 матчів у вищому дивізіоні українського чемпіонату. Наступного сезону майже не грав, зіграв по одному матчі у Вищій лізі та в кубку України. Загалом же за півтора сезони, проведені у футболці «поліграфів», зіграв 7 матчів у Вищій лізі та 1 поєдинок у національному кубку.
У 2003 році перебрався у вінницьку «Ниву» (В), наступного року на футбольне поле не виходив. У 2005 році захищав кольори сумського «Спартака» та ФК «Бершадь». У квітні-травні 2007 року зіграв 3 матчі у футболці «Нафтовика» (Долина). Потім виїхав до Молдови, де грав у клубі вищого дивізіону місцевого чемпіонату «Ністру» (Атаки). У 2010 році повернувся до України, виступав за аматорські клуби «Нафтуся» (Східниця), «Кар'єр» (Торчиновичі), «Вільхова», СК «Східниця», «Галичина» (Бібрка) та «Карпати» (Доброгостів). Футбольну кар'єру завершив 2017 року виступами за дрогобицьку «Галичину» в чемпіонаті Львівської області.